# Jucho

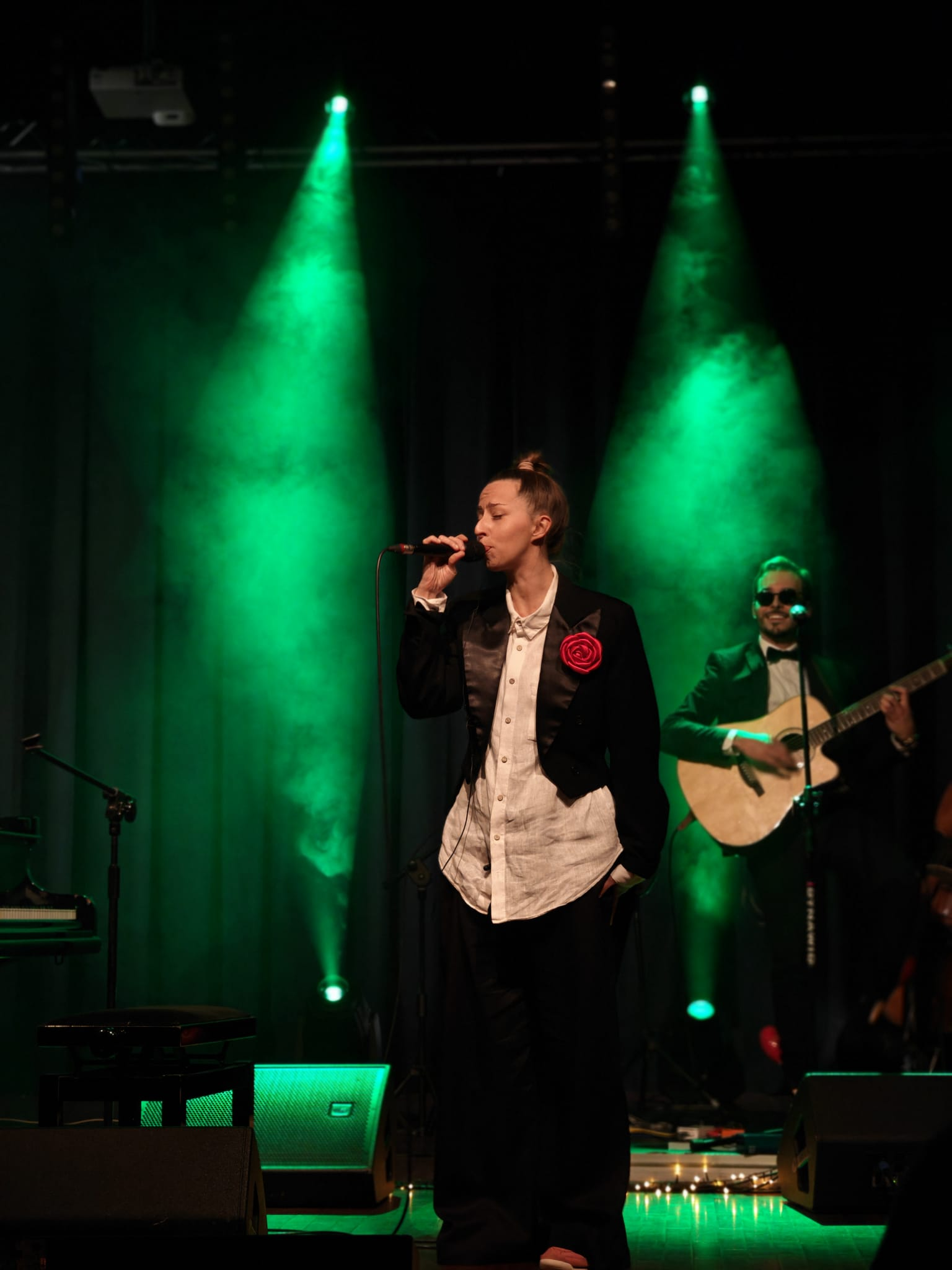
Koncert w Chorzowie (2024)

Jucho, właśc. Justyna Chowaniak (ur. 5 kwietnia 1986 w Jaworznie) – polska wokalistka, autorka tekstów, kompozytorka i pianistka. W roku 2012 światło dzienne ujrzał jej autorski projekt Domowe Melodie.

## Historia
W latach 2004–2006 współpracowała na stałe z warszawskim teatrem Studio Buffo, w latach 2006–2012 brała gościnny udział w spektaklach, m.in. „Tyle miłości”, „Polita”, „Wieczory w Buffo”.
Jucho wraz ze Staszkiem Czyżewskim oraz Jakubem Dykiertem, których zaprosiła do współpracy w zespole Domowe Melodie, w 2012 wydali swój debiutancki album studyjny, zatytułowany po prostu Domowe melodie. Ręcznie robione okładki z odciskiem po kubku z kawą zdobyły wyróżnienie w plebiscycie Cover Awarts 2013. Pochodzący z płyty utwór „Grażka” zadebiutował na drugim miejscu Listy Przebojów Programu III Polskiego Radia, a w kolejnym tygodniu zdobył szczyt notowania.
Mają za sobą setki wyprzedanych koncertów w największych klubach w Polsce, w 2013 zagrali podczas trasy Męskiego Grania 2013. W czerwcu wystąpili podczas Halfway Festival w Białymstoku. W kolejnym miesiącu zagrali w Gdyni na festiwalu Heineken Open’er, na który powrócili także w 2014 oraz 2015. W lipcu 2013 roku zespół zagrał trasę koncertową po Islandii. W 2014 zagrali na specjalne zaproszenie Ambasady Rzeczypospolitej Polskiej w Lizbonie oraz wzięli udział w serii spektakli Instytutu B61.
17 grudnia 2014 wydali podwójny album, zatytułowany 3, na którym znalazły się łącznie 22 piosenki. W lipcu 2015 wystąpili podczas SLOT Art Festival w Lubiążu. W 2015 wystąpili na małej, a w 2017 – na dużej scenie festiwalu Przystanek Woodstock w Kostrzynie nad Odrą. Z inicjatywy Jerzego Owsiaka 30 listopada 2017 roku ukazał się album koncertowy z zapisem ich występu na głównej scenie festiwalu Woodstock.
29 listopada 2017 ogłosił zawieszenie, a 2 grudnia 2018 – zakończenie działalności.
Oprócz warstwy tekstowej, muzycznej i producenckiej Jucho stworzyła całą szatę graficzną okładek płyt wydawnictwa Domowych Melodii oraz była odpowiedzialna za scenariusz i reżyserię większości ich teledysków. Na zaproszenie zespołu Mikromusic
stworzyła również klip do ich utworu „Zostań tak”. W 2018 Jucho wydała książkę pt. „Nutny pamiętnik” podsumowującą działalność Domowych Melodii wraz z zapisami
nutowymi wszystkich dotychczas nagranych utworów oraz opowieściami o ich powstawaniu. Cały nakład został wyprzedany, a książka otrzymała nominację w konkursie „Najpiękniejsza Książka Roku 2018” Polskiego Towarzystwa Wydawców Książek.
W marcu 2020 Jucho decyduje się na limitowaną, pożegnalną reedycje książki, która dodatkowo zawiera płytę CD z nową piosenką „Drzewa”, otwierającą świeży etap jej muzycznej działalności. 3 czerwca 2020 roku ma miejsce oficjalna premiera utworu „Drzewa”. Do utworu powstał klip, którego bohaterką jest Małgosia Bochenek. W grudniu 2021 roku zaśpiewała w duecie z Igorem Herbutem w singlu "Nic głupiego". W marcu 2022 zareagowała na agresję Rosji na Ukrainę nagraniem utworu „Teatrzyk wojenny".
W 2023 roku Jucho wypuściła na rynek dwa single: "Oda od Ślimaka" oraz "Płyń córeczko", które zapowiadały nadchodzącą płytę. Kolejne dwa single "Stara" i "Oczy" wraz z teledyskami opublikowała w pierwszej połowie 2024. Finalnie płyta "2" ukazała się 15 października 2024 roku w "juchowym sklepiku". 

### Albumy studyjne
- Domowe melodie (2012)
- 3 (2014)
- 2 (2024)

## Nagrody i wyróżnienia
- 2013: Najlepsza Polska Trasa Koncertowa według użytkowników portalu Brand New Anthem[26]
- 2013: Singiel Roku według czytelników Onet.pl za utwór „Grażka”[26]
- 2013: laureaci Europejskiego Festiwalu Piosenki Autorskiej transVOCALE 2013[26][27]
- 2012: Uwalniacz 2012 (nagroda wortalu UwolnijMuzykę! za Najlepszy Polski Album 2012)[28]
- 2012: Debiut Roku według użytkowników portalu MusicIs[29]